# Елкан Багготт
Елкан Багготт (індонез. Elkan Baggott, нар. 23 жовтня 2002, Бангкок) — індонезійський футболіст, захисник англійського клубу «Іпсвіч Таун». На правах оренди виступає за «Бристоль Роверз».

## Клубна кар'єра
Народився 23 жовтня 2002 року в місті Бангкок. Вихованець футбольної школи клубу «Іпсвіч Таун». Дорослу футбольну кар'єру розпочав 2020 року в основній команді того ж клубу. Втім закріпитись у основі Елкан не зумів, тому більшу частину часу грав на правах оренди за нижчолігові англійські клуби «Кінгс-Лінн Таун», «Джиллінгем», «Челтнем Таун» та «Бристоль Роверз».

## Виступи за збірні
У 2020 році залучався до складу молодіжної збірної Індонезії. На молодіжному рівні зіграв у 2 офіційних матчах.
У 2021 році дебютував в офіційних матчах у складі національної збірної Індонезії.
У складі збірної був учасником кубка Азії з футболу 2023 року у Катарі.